# 内家拳
内家拳現指指拳技有着共的特性：注重運用内（氣）功，神意鬆逸，劲力浑厚，具体应敌对抗中是以柔克刚，以静制动。與少林之主於搏人者異，故別少林為外家拳。

## 起源
「內家拳」一詞最早出現於黃宗羲作于康熙八年（1669年）的《南雷文案》一書中《王征南墓誌銘》，文中稱內家拳創自宋張三峰，其後流傳於秦、晉間，至明中葉，以陝西王宗為最著，溫州陳州同受之，遂流傳於溫州。
明嘉靖間，張松溪為最著，松溪有徒三四人，以寧波葉繼美為魁，遂流傳於寧波。得繼美之傳者，曰吳崑山、周雲泉、陳貞石、孫繼槎及單思南，各有授受。思南從征關白，歸老於家，以術教，頗惜其精微。來咸從樓上穴板窺之，得其梗概。以銀卮易美檟奉思南，始盡以不傳者傳之。
後，松溪傳四明葉近泉等，最後傳到王征南，王征南後無紀錄。文中所提及宋張三峰，並不是指元末明初之张三丰，且沒有隻字提及太極拳，但楊式太極拳後人以此文作為太極拳之重要文章。

## 加強
袁世凱一手建立的新軍把太极拳、形意拳、八卦掌等统称为内家拳，後來出自北洋軍的武術體系，演變成現代武當拳術。